# Широкое (Великобагачанский район)
Широкое (укр. Широке) — село, Багачанский-Первый сельский совет, Великобагачанский район, Полтавская область, Украина.
Код КОАТУУ — 5320280907. Население по переписи 2001 года составляло 158 человек.

## Географическое положение
Село Широкое находится на расстоянии в 1 км от села Богачка-Первая. По селу протекает пересыхающий ручей с запрудой. Рядом проходит автомобильная дорога М-03.